# Гаролда (Мантова)
Гаролда је насеље у Италији у округу Мантова, региону Ломбардија.
Према процени из 2011. у насељу је живело 123 становника. Насеље се налази на надморској висини од 16 м.